# Betty và George Coumbias
Betty và George Coumbias là một cặp vợ chồng người Canada đã tìm cách trở thành vợ chồng đầu tiên hoàn thành các vụ tự tử đồng thời với sự cho phép của pháp luật. Họ đã được giới thiệu trong bộ phim tài liệu năm 2007 của John Zaritsky,The Suicide Tourist. Mặc dù hỗ trợ tự tử là bất hợp pháp ở Canada, họ hy vọng kết thúc cuộc sống của mình với sự chấp thuận của chính phủ Thụy Sĩ.
Yêu cầu của cặp đôi khác thường ở chỗ, trong khi George Coumbias bị bệnh tim thì Betty Coumbias được báo cáo là có sức khỏe tuyệt vời.
Ludwig Minelli, giám đốc nhóm hỗ trợ tự tử Dignitas của Thụy Sĩ, đã kiến nghị Bang Zurich cấp cho các bác sĩ quyền cấp thuốc gây chết người cho những người khỏe mạnh sau khi được tổ chức của ông tư vấn, với hy vọng tạo điều kiện thuận lợi cho hiệp ước tự sát của Coumbias.
Năm 2009, Betty Coumbias mắc bệnh ung thư và qua đời, trong khi George tiếp tục sống với tình trạng bệnh tim của mình. Ông mất năm 2016.